# Гилермо Гарсия Лопес
Гилермо Гарсия Лопес (на испански: Guillermo García López) [ɡiˈʎeɾmo ɣaɾˈθi.a ˈlopeθ] е испански тенисист. 

## Биография
Гилермо Гарсия Лопес е роден на 4 юни 1983 г. в Ла Рода, Испания. Той е кръстен на известния аржентински тенисист Гилермо Вилас, на когото баща му много се възхищава заради доминацията му на клей. Той е добър приятел с колегата си испански тенисист Хуан Карлос Фереро.

## Кариера
Гилермо Гарсия Лопес печели пет титли на сингъл и постига най-високо в кариерата си класиране на сингъл, като световен номер 23, през февруари 2011 г.
Към 2021 г. той събира тринадесет победи над играчи от топ 10, включително световния номер 1 Рафаел Надал през 2010 г., световния номер 4 Анди Мъри през 2012 г. и световния номер 3 Станислас Вавринка през 2014 г.
През януари 2021 г. Гарсия Лопес обявява, че ще се оттегли от тениса след сезон 2021 г.

## Кариерна статистика

### ATP финали (5 титли; 9 финала)
|        | П–З | Година | Турнир                | Клас      | Настилка   | Опонент          | Резултат             |
| ------ | --- | ------ | --------------------- | --------- | ---------- | ---------------- | -------------------- |
| Победа | 1–0 | 2009   | Австрия Оупън Кицбюел | 250 серии | Клей       | Жулиен Бенето    | 3–6, 7–6(7–1), 6–3   |
| Загуба | 1–1 | 2010   | Истборн Интернешънъл  | 250 серии | Трева      | Микаел Льодра    | 5–7, 2–6             |
| Победа | 2–1 | 2010   | Тайланд Оупън         | 250 серии | Твърда (з) | Ярко Ниеминен    | 6–4, 3–6, 6–4        |
| Загуба | 2–2 | 2013   | Румъния Оупън         | 250 серии | Клей       | Лукаш Росол      | 3–6, 2–6             |
| Загуба | 2–3 | 2013   | Санкт Петербург Оупън | 250 серии | Твърда (з) | Ернест Гулбис    | 6–3, 4–6, 0–6        |
| Победа | 3–3 | 2014   | Гран При Хасан Втори  | 250 серии | Клей       | Марсел Гранолерс | 5–7, 6–4, 6–         |
| Победа | 4–3 | 2015   | Загреб Индорс         | 250 серии | Твърда (з) | Андреас Сепи     | 7–6(7–4), 6–3        |
| Победа | 5–3 | 2015   | Румъния Оупън         | 250 серии | Клей       | Иржи Весели      | 7–6(7–5), 7–6(13–11) |
| Загуба | 5–4 | 2015   | Шънджън Оупън         | 250 серии | Твърда     | Томаш Бердих     | 3–6, 6–7(7–9)        |